# Hadbjerg (plaats)
Hadbjerg is een plaats in de Deense regio Midden-Jutland, gemeente Favrskov, en telt 490 inwoners (2007).